# 中山町
中山町（なかやままち）は、山形県の中央部にある人口約1万1千人の町。江戸時代には最上川を利用した北前舟の舟運で栄えた。芋煮会発祥の地の一つである。

## 地理
奥羽山脈と出羽丘陵に囲まれた山形盆地の西部にあり、西部になだらかな丘陵があるものの、町域はほぼ平地で占められる。北は最上川で寒河江市と、東は須川で山形市や天童市との境となっている。
町の中心は羽前長崎駅の東側の長崎地区周辺に集中しているが、最上川付近では、西側に中山公園と山形県野球場があり、中心部から近接する部分には長崎せせらぎ公園と中川団地、中原団地があり宅地造成が盛んに行われている。
- 河川: 最上川、須川

## 歴史
- 1384年(至徳元年・元中元年)中山継信（長崎中山氏）によって、長崎楯が築かれる。
- 1889年（明治22年）
  - 長崎村、達磨寺村、向新田村が合併し、最上村誕生。
  - 岡村、土橋村、柳沢村、金沢村、小塩村が合併し、豊田村誕生。
- 1897年（明治30年） - 最上村が長崎町となる。
- 1954年（昭和29年）10月1日 - 東村山郡長崎町と東村山郡豊田村の合併により、旧領主の家名から中山町誕生[1]。
- 1991年（平成3年）3月25日 - 山形市と境界変更。同日、天童市とも境界変更。
- 1994年（平成6年）2月16日 - 東村山郡山辺町と境界変更。
- 2019年(令和元年) 柏倉九左衛門家（旧柏倉家住宅）が国の重要文化財に指定。

## 行政
- 町長：佐藤俊晴（2015年1月25日就任[2]、3期目）

## 議会
- 町議会

## 経済

### 産業
- すももの生産量東北一

### 郵便局
- 長崎郵便局（集配局）
- 村山豊田郵便局

### 金融機関
- 山形銀行 中山町指定金融機関
- 山形農業協同組合

## 地域

### 人口
| 中山町（に相当する地域）の人口の推移 \| 1970年（昭和45年） \| 11,597人 \| \| \| 1975年（昭和50年） \| 11,281人 \| \| \| 1980年（昭和55年） \| 11,624人 \| \| \| 1985年（昭和60年） \| 11,873人 \| \| \| 1990年（平成2年） \| 11,773人 \| \| \| 1995年（平成7年） \| 12,390人 \| \| \| 2000年（平成12年） \| 12,573人 \| \| \| 2005年（平成17年） \| 12,523人 \| \| \| 2010年（平成22年） \| 12,015人 \| \| \| 2015年（平成27年） \| 11,363人 \| \| \| 2020年（令和2年） \| 10,746人 \| \| |          |  |
| 総務省統計局 国勢調査より |          |  |
| 1970年（昭和45年） | 11,597人 |  |
| 1975年（昭和50年） | 11,281人 |  |
| 1980年（昭和55年） | 11,624人 |  |
| 1985年（昭和60年） | 11,873人 |  |
| 1990年（平成2年） | 11,773人 |  |
| 1995年（平成7年） | 12,390人 |  |
| 2000年（平成12年） | 12,573人 |  |
| 2005年（平成17年） | 12,523人 |  |
| 2010年（平成22年） | 12,015人 |  |
| 2015年（平成27年） | 11,363人 |  |
| 2020年（令和2年） | 10,746人 |  |

### 教育
中学校
- 中山町立中山中学校

小学校
- 中山町立長崎小学校
- 中山町立豊田小学校

社会教育
- 中山町立歴史民俗資料館

岩谷十八夜観音庶民信仰資料（重要有形民俗文化財）を収蔵展示している。

### 公共施設
スポーツ施設
- 中山町総合体育館
- 中山公園野球場（通称山形県野球場）

## 交通

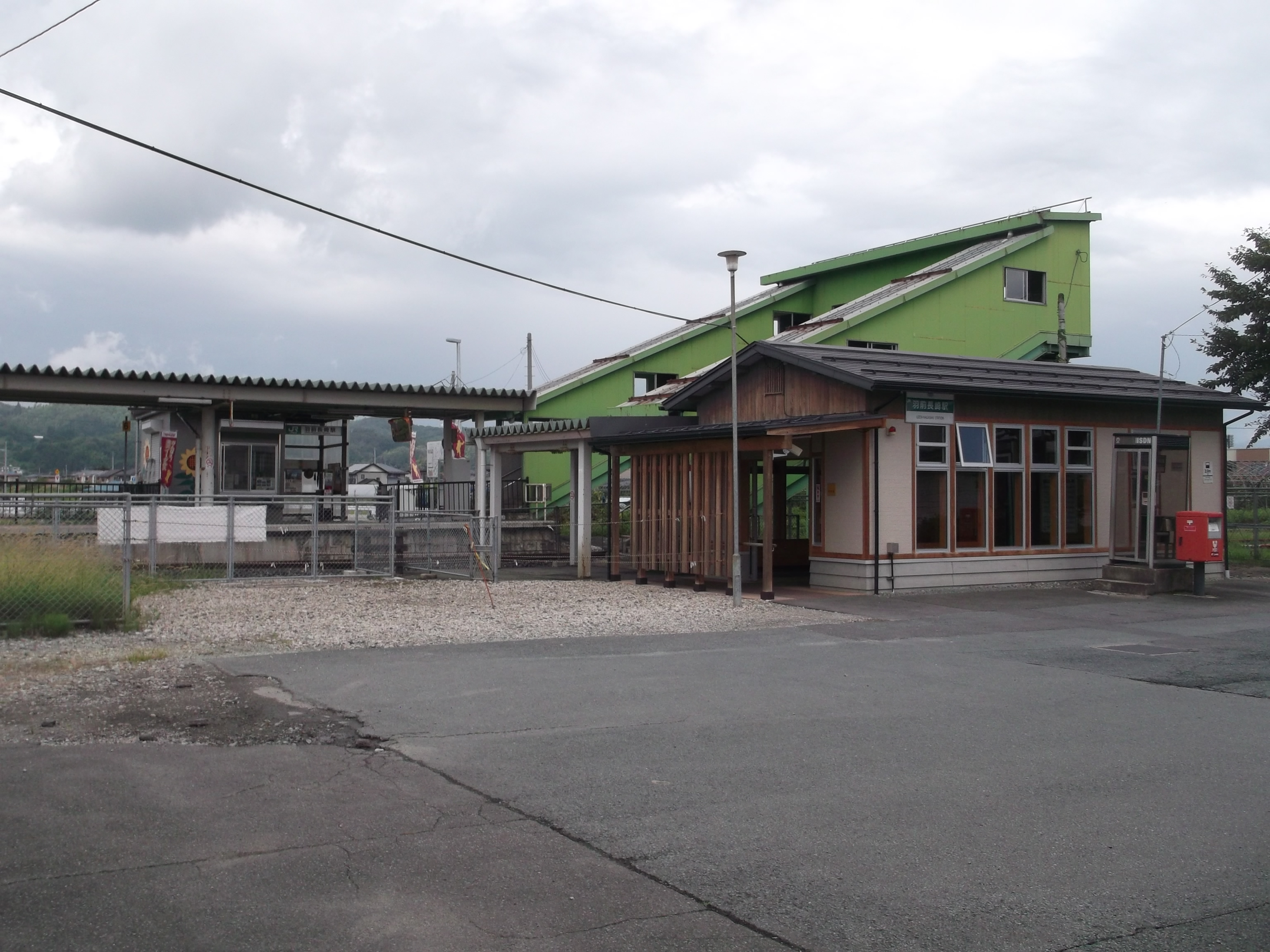
羽前長崎駅

### 空港
- 山形空港（東根市）

### 鉄道路線
- 東日本旅客鉄道（JR東日本）
  - 左沢線：羽前金沢駅、羽前長崎駅
- 中心となる駅：
  - 羽前長崎駅
- 隣接市町村への連絡
  - 寒河江市への連絡：左沢線寒河江駅
  - 山辺町への連絡 ：左沢線羽前山辺駅
  - 大江町への連絡 ：左沢線左沢駅
- 広範囲な連絡
  - 山形市への連絡：左沢線山形駅
  - 山形以遠：山形駅から、奥羽本線、山形新幹線、仙山線に乗り換え

### 路線バス
- 山交バス（山形 - 寒河江線）
- 中山町町営バス「中山ふれあい号」

### 道路
- 高速道路
  - E48 山形自動車道：寒河江IC（寒河江市）が比較的近い。
- 一般国道
  - 国道112号
  - 国道458号
- 都道府県道
  - 主要地方道
    - 山形県道24号天童寒河江線

  - 一般県道
    - 山形県道105号山辺中山線
    - 山形県道168号山辺船町線
    - 山形県道178号羽前長崎停車場線
    - 山形県道277号長岡山中線

## 観光ほか
- ひまわり温泉 ゆ・ら・ら
- 山形県野球場（中山公園）
- 長崎せせらぎ公園
- お達磨の桜
- 旧柏倉家住宅(九左衛門家)
- 最上川橋梁